# 孙永海
孙永海（1953年—），汉族，中华人民共和国政治人物、第十一届全国政协委员。
加入中国共产党，担任国家安全部副部长、党委委员，领导情报分析通报局（五局）。2008年，当选第十一届全国政协委员，代表特别邀请人士，分入第五十八组。